# 3. бомбардерски пук
Током Априлског рата у Југославији 1941, Трећи бомбардерски пук, под командом пуковника Зденка Горјупа био је сачињен од 63. ваздухопловне групе стациониране на аеродрому Петровац код Скопља и 64. ваздухопловне групе распоређене на аеродроме Обилић, Милешево и Стубол код Приштине.
63. група имала је у свом саставу 205, 206 и 207. бомбардерску ескадрилу са 30 бомбардера, а 64. група 208, 209 и 210. бомбардерску ескадрилу, такође са 30 бомбардера Дорније Do 17К. Наоружан са укупно 60 модерних бомбардера Дорније До-17К, Трећи бомбардерски пук био је једна од најбоље обучених и најбоље наоружаних бомбардерских јединица у ЈКРВ и сматран је својеврсном елитом. Његови авиони, од којих је највећи број произведен по лиценци у Државној фабрици авиона у Краљеву, били су посебно модификовани што је знатно повећало њихову борбену вредност у односу на немачку варијанту. У њих су уграђивани француски мотори, замењено је одбрамбено наоружање, повећана је носивост бомби додавањем спољних носача на трупу авиона, а пилот је на располагању имао топ калибра 20 mm који је био монтиран непосредно испред пилотске кабине што је овом, иначе веома брзом бомбардеру омогућило да у ниском лету земаљске циљеве уништава топовском ватром.

## Борбена дејства 63. и 64. ваздухопловне групе
Почетак рата затекао је неспремну 63. ваздухопловну групу. И поред наређених мера борбене готовости, овој групи је строга приправност укинута 5. априла. Командант пука пуковник Зденко Горјуп је те вечери славио рођендан. Сви ваздухопловни официри са аеродрома Петровац присуствовали су слављу које је потрајало до дубоко у ноћ. Није познато зашто је командант Треће мешовите ваздухопловне бригаде пуковник Никола Обуљен дозволио да 63. бомбардерска група не прелети на ратни аеродром како је било наређено. Све ове несрећене околности (ако су то биле) ишле су Немцима на руку. Око 05.00 часова 6. априла 1941. године формација немачкиха авиона сачињених од ловаца Месершмит Ме-110 уз ловачку пратњу Месершмита Ме-109 извршила је напад на аеродром Петровац. Уредно поређани и откривени југословенски бомбардери били су лака мета. У овом нападу уништено је 14 југословенских Дорнијеа До-17К.
Командант 64. ваздухопловне групе мајор Бранко Фанедл је у 07.00 примио вест о немачком нападу на аеродром Петровац. Одмах затим повео је своју групу у напад на немачку оклопну колону која је напредовала из правца Ђустендила. Код аеродрома Урошевац придружили су им се преостали бомбардери 63. групе. Немачке положаје код Страцина напало је укупно 34 југословенска бомбардера. Изненађени оваквом неочекиваном демонстрацијом снаге ЈКРВ Немци су претрпели озбиљне губитке не пруживши скоро никакав отпор. Неколико југословенских бомбардера је оштећено али су се сви вратили у базу.
Аеродром Петровац претрпео је јод један лакши напад у 10.20 али је зато у 11.00 група Месершмита Ме-109 извршила напад на летиште Стубол код Урошевца у тренутку када су се бомбардери 64. групе враћали на аеродром након поновљеног напада на немачке положаје код Страцина. У овом нападу уништено је 15 југословенских Дорнијеа До-17. Три До-17 из 208. бомбардерске ескадриле успело је да полети. Пратили су нападаче до њиховог аеродрома Врба у Бугарској где су уништили четири немачка авиона на земљи. По повратку са задатка слетели су на аеродром Обилић. Према неким изворима три авиона 208. бомбардерске ескадриле бомбардовала су аеродроме код Радомира и Софије у Бугарској. Претпоставља се да су немачки губици у овом нападу били знатно већи. Један од разлога за ову претпоставку је тај што су Немци, уверени да неће бити никаквих напада на њихове аеродроме потпуно занемарили мере предострожности које подразумевају растресит поредак авиона на земљи и њихово маскирање. Густо паркирани немачки авиони представљали су лаку мету, а експлозије погођених авиона и ватра преносили су се на оближње авионе због чега су немачки губици вероватно били већи од наведених
У току поподнева истог дана аеродром Петровац је нападнут трећи пут. У овом нападу уништено је 10 До-17К. Укупни губици Трећег бомбардерског пука на дан 6. априла 1941. године износили су 41 уништен авион уз три лакше оштећена, а уништено је и 16 авиона Бреге-19 из састава извиђачких јединица које су биле стациониране на аеродрому Петровац. Преостали авиони 63. ваздухопловне групе придружили су се 64. ваздухопловној групи која је до краја дана бомбардовала железничку станицу у Софији и извршила напад на немачку оклопну колону код Криве Паланке.
7. априла немачка авијација је поново покушала да уништи 64. ваздухопловну групу чија дејства су представљала право изненађење за немачке јединице које су се пробијале из правца Бугарске. У нападу који је извршен на аеродроме Стубол и Обилић Немци су успели да униште само три југословенска бомбардера. Успешним маневрисањем и маскирањем авиона на земљи избегнути су већи губици.
Ујутро 7. априла између 05.00 и 06.00 сати преостала четири До-17К из 63. ваздухопловне групе под командом капетана Ђонлића, полетела су са аеродрома Урошевац у напад на немачке тенкове. Један авион је оштећен али је успео да се врати у базу. У исто време, 17 До-17К 64. бомбардерске групе са аеродрома Стубол и Обилић под командом мајора Фанедла такође су између Криве Паланке и Страцина у бришућем лету напали немачке колоне, и то без губитака. Иста група извршила је нови напад на немачке положаје између 13.00 и 14.00. Немачки ратни извештач који је пратио ове немачке јединице назваће у свом извештају југословенске бомбардере „плавом смрти“ (због плаве боје којом је била офарбана доња страна трупа и крила југословенских бомбардера) и одаће признање лудој храбрости југословенских пилота који су нападали циљеве у ниском лету из два и више налета што се у условима ваздушне премоћи непријатеља и јаке противавионске ватре сматрало самоубиством. Авиони 63. ваздухопловне групе бомбардовали су немачке колоне на кумановском путу између 17.00 и 18.00.
8. априла три авиона 64. групе напала су немачку колону код Куманова, а два авиона су лакше оштећена ватром са земље. Истог дана бомбардоване су и немачке јединице које су прелазиле реку Нишаву и кретале се у правцу Пирота. Такође су бомбардоване и немачке оклопне колоне у Качаничкој клисури. Истог дана немачке јединице заузеле су аеродром Стубол због чега су преостали бомбардери 63. и 64. ваздухопловне групе прелетели на аеродром код Параћина, а затим у Краљево.
9. априла пук није дејствовао због лоших временских услова. Због брзог напредовања немачких јединица група је прелетела на аеродром Прељина код Чачка. Истог дана Државна фабрика авиона испоручила је два нова бомбардера До-17К који су укључени у састав јединице.
Лоше временске прилике спречиле су дејство пука и 10. априла. Под окриљем лошег времена које је пружало заштиту од немачких ловачких авиона, група је извршила прелет на аеродром код Ужичке Пожеге.
11. априла група није дејствовала. Један авион из 208. бомбардерске ескадриле прелетео је у Мађарску. Чланови посаде су заробљени, а авион је укључен у састав Мађарског ратног ваздухопловства. Један или два авиона су покушали прелет у СССР али су се срушили у области Карпата. У покушају прелета учествовали су један авион из 208. бомбардерске ескадриле и један авион из 210. бомбардерске ескадриле. Првим авионом који је слетео код Мостара пилотирао је официр Миленко Станић, а у авиону су се налазила још четири официра и подофицира. На аеродрому код Мостара прешли су у бомбардер Савоја-Маркети SM.79 из 81. самосталне бомбардерске групе који је требало да их превезе у СССР. Међутим, авион је након полетања ударио у планину Игман. У несрећи су настрадали сви путници и чланови посаде. Други авион којим је пилотирао наредник Петко Милојевић срушио се у Румунији у области Карпата. Погинуле чланове посаде сељаци су сахаранили у месту Кудешти Деал. 1975. године њихови посмртни остаци пренети су на војно гробље у Темишвару.
12. априла поправиле су се временске прилике па су авиони 64. групе добили наређење да нападну немачку колону на правцу Ћуприја-Јагодина-Крагујевац-Топола и да униште мост на Великој Морави код Ћуприје како би успорили немачко напредовање. Немачки циљеви су успешно бомбардовани али су губици на југословенској страни такође били велики. 64. ваздухопловна група изгубила је свог команданта мајора Бранка Фанедла чији авион се у пламену срушио код села Буковаче у близини Јагодине. Поред мајора Фанедла погинули су и капетан I класе Никола Теофилов и стрелац Фрањо Рибич. Очевици који су присуствовали овом догађају тврде да су немачки официри пришли месту удеса и војнички поздравили пале југословенске пилоте који су својом храброшћу заслужили поштовање непријатеља. Истог дана три бомбардерда До-17К полетела су са аеродрома код Краљева и бомбардовала немачку колону од Сталаћа до Јагодине наневши јој губитке у људству и материјалу. Било је то последње борбено дејство ове јединице у Априлском рату.
13. априла преостали авиони Трећег бомбардерског пука прелећу на аеродром Бутмир код Сарајева, а затим сутрадан и на аеродром код Никшића са којег су учествовали у евакуацији краља, владе и других високих државних и војних званичника у Грчку. Преосталих седам авиона прелеће 15. априла на грчки аеродром Парамитија где их одмах након слетања напада група италијанских ловаца и уништава пет. Преостала два су већ раније прелетела на аеродром Агринион где су укључени у састав британског РАФ-а. Један Дорније Do 17К (бр. 3363) Трећег бомбардерског пука успео је да за време повлачења британских експедиционих снага из Грчке прелети у Египат (вероватно уз успутно слетање на острву Криту) али због проблема одржавања није коришћен за борбена дејства. Његова посада је највероватније укључена у састав неке од бомбардерских ескадрила Пустињског ваздухопловства РАФ-а.
За време Априлског рата бомбардери Трећег бомбардерског пука извршили су укупно 174 борбена лета; 131 на непријатељске колоне, 9 на непријатељске аеродроме и 43 због прелета на друге аеродроме. Од преосталих мање оштећених авиона Трећег бомбардерског пука Немци су успели да саставе 6 авиона Дорније До-17К које су предали на коришћење својим савезницима Бугарима. Преостале авионе разделили су између себе Хрвати и Италијани.